# Pavel Jirásek
Pavel Jirásek (* 11. dubna 1963 Boskovice) je český a moravský režisér dokumentarista, scenárista, literát, hudebník a pedagog.

## Život
Absolvoval Gymnázium Boskovice (1982). Vystudoval estetiku (1982–1986) a hudební vědu (1988–1994) na Filozofické fakultě Masarykovy univerzity, kde byl žákem Miloše Štědroně a Jiřího Fukače. Studium estetiky zakončil prací Estetické aspekty konceptů umělecké skupiny Bratrstvo (1993), studium hudební vědy prací Pokus o komplexní výklad rockové scény v Brně (1993). V roce 2020 dokončil doktorský studijní program Dramatická umění na Divadelní fakultě Janáčkovy akademie múzických umění v Brně disertační prací Loutka mezi divadlem, filmem a televizí. Výtvarný jazyk filmů a televizních pořadů s divadelní loutkou 1950–2020. Studijní pobyty Londýn, Berlín, Hong Kong.
Je zakládajícím členem uměleckého sdružení Bratrstvo, které významně působilo hlavně v letech 1989–1994. Byl iniciátorem stejnojmenné rockové skupiny. Společně s Bratrstvem realizoval řadu hudebních a mediálních projektů (výstavy, koncerty, klipy).
V devadesátých letech spolupracoval s Českým rozhlasem (pořad Rocková scéna, 1990–1994) a kulturními časopisy Opus Musicum, Živel, Host, Tamto.
Od roku 1998 začal pravidelně spolupracovat s Českou televizí – nejprve jako moderátor pořadů o umění a kultuře, později především jako scenárista a režisér.
Od roku 1985 je sběratelem a badatelem v oboru historických loutek (do roku 1950), kurátorsky se podílel na řadě výstav v tuzemsku i v zahraničí. Publikuje odborné studie v časopisech a knihách. Sbírka loutek a dekorací loutkového divadla, kterou vytvořil a dlouhodobě vystavuje se svojí ženou, patří k nejkomplexnějším kolekcím v České republice.
Od roku 2009 pedagogicky působí v Ateliéru audiovizuální tvorby a divadla na Divadelní fakultě Janáčkovy akademie múzických umění, kde se soustředí na problematiku filmového jazyka, záznamu koncertu a divadla, televizní a filmový dokument o umění. V únoru 2023 zde byl habilitován. 
Jeho bratry jsou hudebník Ondřej Jirásek (1964) a fotograf Václav Jirásek (1965). Jeho žena je výtvarnice Marie Jirásková (*1964), s níž má syna Matěje Kašpara (*1991) a dceru Noemi (*2000).

## Bratrstvo
Pavel Jirásek patří k zakládajícím členům původně jedné z nejkultovnějších českých rockových skupin – Bratrstva, která byla součástí stejnojmenné umělecké skupiny, zahrnující také výtvarníky.
Cílem celého Bratrstva byl osobitý a sofistikovaný koncept, který zkoumal umělecko-teoretické pojmy jako krása, pravda, autentičnost, experimentoval se zavedenými kódy a stylem jejich dekonstrukcí a juxtapozicí, prověřoval kolektivní přístup a angažovanost, diverzním a mystifikačním způsobem rozklíčovával totalitní a ideologické postupy, popkulturu i reklamu.
Hudební skupina působila v letech 1989–1994, přičemž navazovala na britský nový romantismus 80. let a kytarový gotický rock. Specificky využila prvků folkloru a soudobé vážné hudby. Od počátku zdůrazňovala vizuální složku pódiové show, ve které experimentovala s různorodou image.
Každé z alb Bratrstva řeší odlišný koncept. První album Hudba pro zbloudilé duše a zbabělá srdce je silně ovlivněno rozpadem východního bloku v dekonstrukci kánonu socialistického realismu. V sestavě čtyř hudebníků natočilo Bratrstvo druhou desku Ecclesia, hudba andělská inspirovanou gotikou a mysticismem. Třetí album Cesta do ráje je tvarované „květinovou“ tematikou přelomu šedesátých a sedmdesátých let a utopickou postmoderní vizí umění 90. let.

### Alba
- Hudba pro zbloudilé duše a zbabělá srdce, 1991 (Europroduction, Monitor)
- Ecclesia, hudba andělská, 1992 (Legend)
- Cesta do ráje, 1993 (Monitor)

## Dokumenty
V roce 1998 byl Pavel Jirásek přizván na základě práce v Českém rozhlase a v časopisech o umění k moderování revue Salon (Salon moravskoslezský) pro Českou televizi. Po roce 2000 se jeho spolupráce s ČT prohloubila a soustředí se na scenáristiku a režii autorských projektů a záznamy koncertů či divadelních inscenací, od roku 2013 především pro kanál ČT Art. Programově vyhledává moravská (brněnská) témata, která region přesahují evropskými souvislostmi.

### Magazíny
Divadlo žije (Cena Elsa za nejlepší magazín 2007), Kultura.cz, Folklorika (2. cena Arts & film 2010), Notes, Terra Musica, Styl (Prix non pereant Min. kultury 2007, 1. cena Arts & film 2007)

### Cykly
Radiorock, Folkfaktory, Sólo pro, Česká loutka, Čtenářský deník, Vzhůru dolů (Cena NPSMO 2009, MFF Tur Ostrava), Rajské zahrady II., Na houby (Cena DKP T–film Ostrava 2012), Magické hlubiny (Hlavní cena v kategorii IFF Water Sea Oceans 2018, Jury prix MFF Agrofilm 2018).

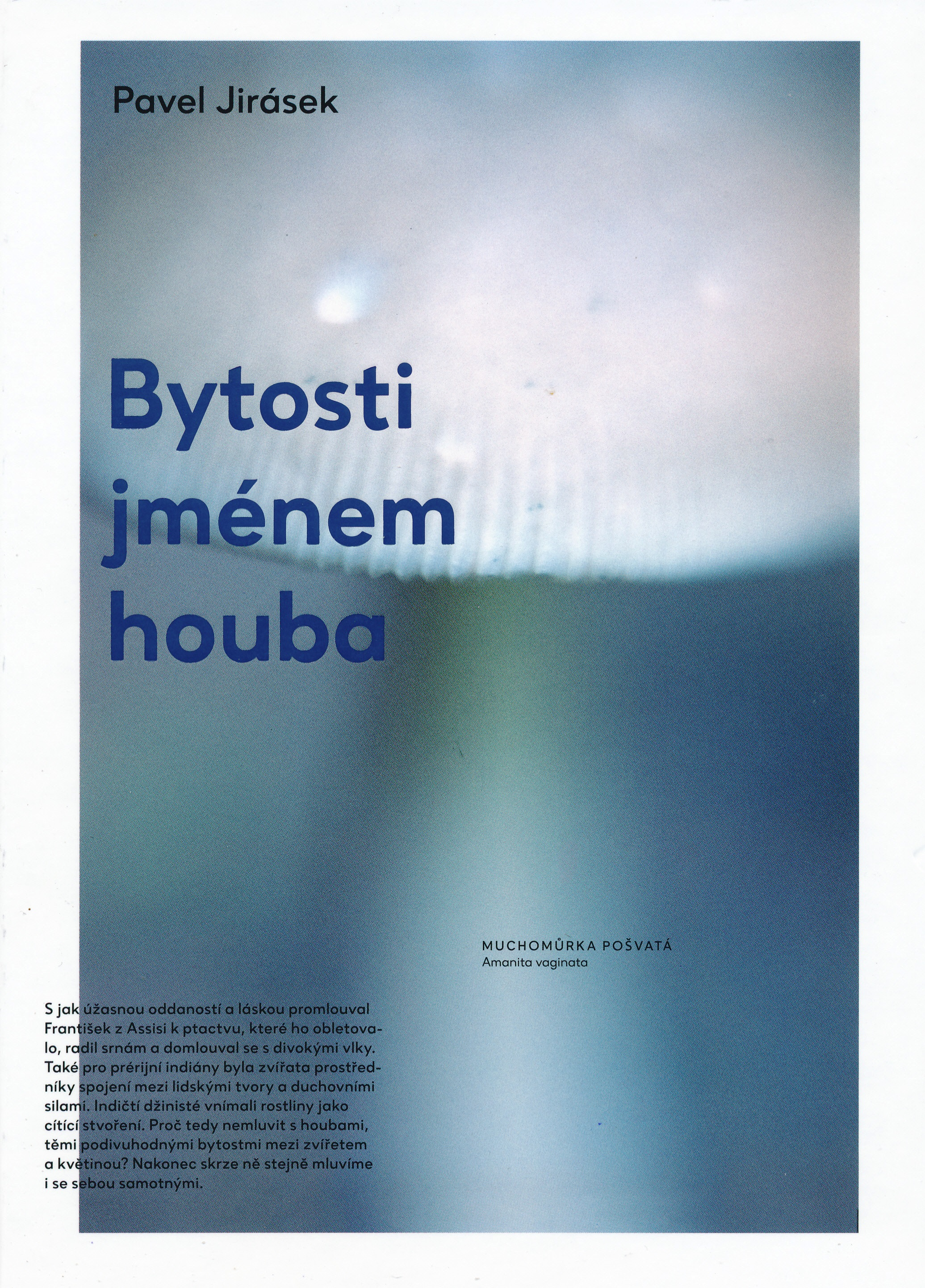
Bytosti jménem houba, Pavel Jirásek, Arbor Vitae, 2017

### Dokumenty (výběr)
- Izrael tančí, 2004
- Uprostřed průmyslového věku, 2005 (Prix non pereant Min. kultury 2006, 1. cena MFF TECHNÉ 2006)
- Karel Absolon, 2005
- Hudební ghetto Brno, 2005 (1. cena Arts&Film 2007)
- Kreslen světem – Dalibor Chatrný, 2007 (2.cena Arts&Film 2008)
- U sta Bromů, 2008 (Seal of Visegrád 2008, Cena České inspirace za originální tvůrčí přístup, Arts&Film 2008)
- Café Brno, 2008
- Johann Gregor Mendel – neustálá výzva, 2009 (Cena NHMSK, MFF TUR Ostrava 2010)
- Kdokolia, 2012
- Hvězdy za železnou oponou, 2014
- Evropský architekt Bohuslav Fuchs, 2015
- Zlatá Lýra (trilogie), 2016
- Bitevní pole, 2016
- Vánoční strom republiky, 2016
- Za svobodné Brno, 2016
- Hermína Týrlová, 2017
- Ondřej Sekora – práce všeho druhu, 2019
- Joachim Barrande – ztracená moře, 2019 (Cena za nejlepší český a slovenský populárně vědecký dokumentární film AFO Olomouc 2020, Cena OM MFF T-film 2020)

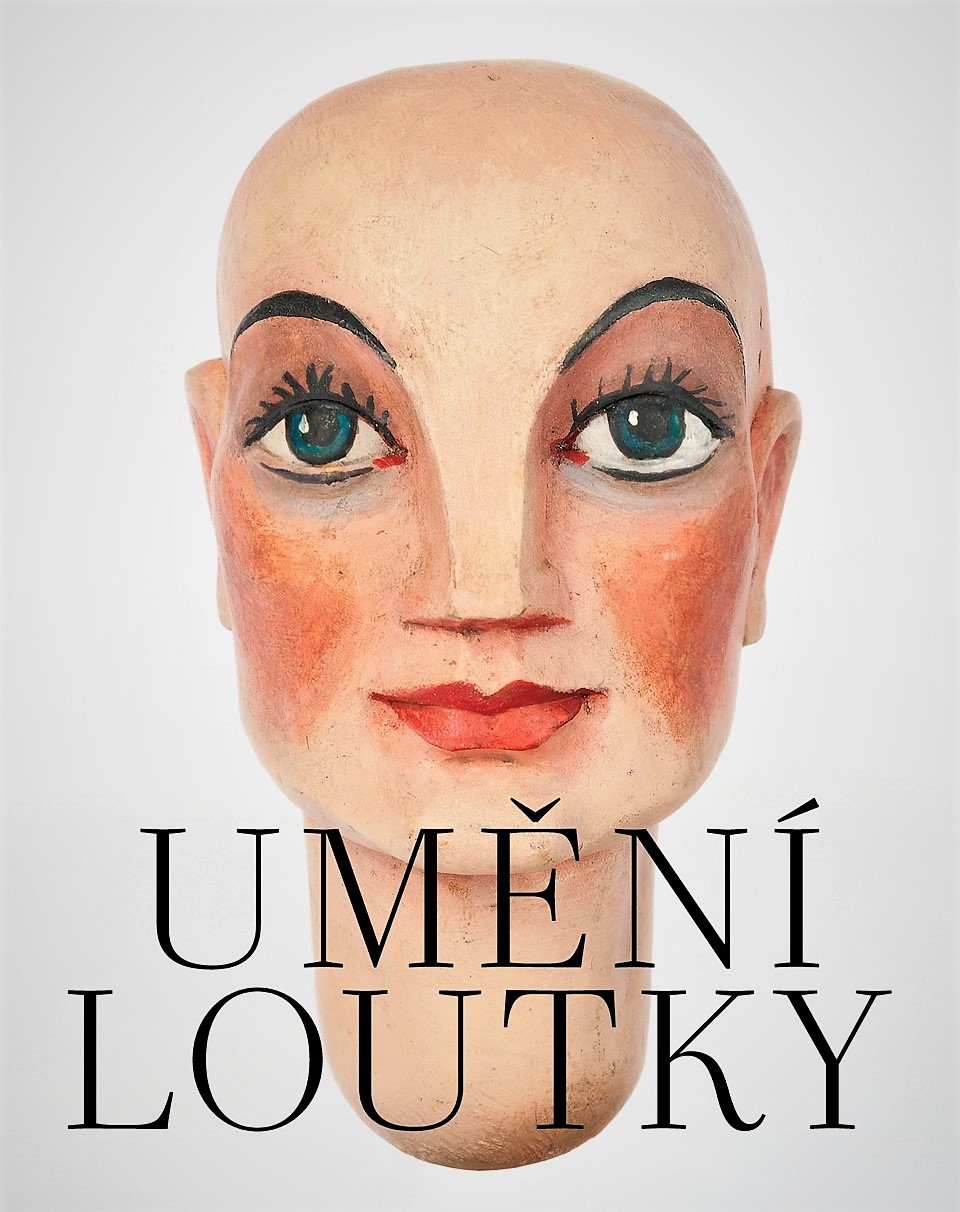
Marie and Pavel Jiráskovi, Umění loutky, KANT 2019

- Slunovraty Petra Nikla, 2022
- Magické hlubiny, 2022
- Vinyl, 2023

## Loutky
V polovině osmdesátých let Pavel Jirásek společně s manželkou Marií začali sbírat historické české loutky vytvořené do roku 1950. Jako kurátoři připravili více než 25 výstav loutek v Česku i v zahraničí (Evropa, Čína, USA) a na dalších 15 expozicích se podíleli. Publikují odborné studie v časopisech i knihách.

## Publikace o loutkách
- Umělecké hračky. In: Ambroz, Miroslav et al. Vídeňská secese a moderna 1900–1925. Užité umění a fotografie v českých zemích. Brno, MG, 2005, s. 274–294. ISBN 80-7027-131-0
- Künstlerisches Spielzeug. In: Husslein-Arco, Agnes, ed. a Weidinger, Alfred, ed. Gustav Klimt und die Kunstschau 1908. München, Prestel, ©2008, s 364–371. ISBN 978-3-7913-4225-2
- s Jaroslavem Blechou: Česká loutka. Praha, Kant, 2009, ISBN 978-80-86970-23-3
- s Marií Jiráskovou: Loutka a moderna. Vizualita českého loutkového rodinného divadla, spolkového divadla a uměleckých scén v první polovině dvacátého století jako osobitý odraz avantgardních a modernistických snah českých výtvarných umělců. Řevnice, Arbor vitae a Brno, JAMU, 2011. 453 s. ISBN 978-80-87164-85-3, ISBN 978-80-7460-000-5. (Nejkrásnější kniha 2011, 1. místo v kategorii odborná literatura, Zlatá stuha IBBY 2011)
- Za české a zároveň mezinárodní loutkářské muzeum. In: Obrazy z dějin českého loutkářství: ke 40. výročí založení Muzea loutkářských kultur v Chrudimi. Řevnice, Arbor vitae, 2012, s.9–36. ISBN 978-80-7467-011-4, ISBN 978-80-905249-0-3. (Gloria musaealis, zvláštní ocenění v kategorii Muzejní publikace roku 2012)
- s Marií Jiráskovou: The puppet and the modern: visual style of Czech family puppet theaters, theater clubs and art scenes in the early 20th century as a unique reflection of avant-garde and modernist currents by Czech artists. Řevnice, Arbor Vitae, 2014, ISBN 978-80-7467-056-5
- Loutka mezi divadlem, filmem a televizí 1950–1960 – Výtvarný jazyk televizních pořadů a filmů s divadelní loutkou. Akademické studie DIFA JAMU. 2014. 33 s. https://adoc.pub/loutka-mezi-divadlem-filmem-a-televizi-vytvarny-jazyk-televi.html
- Josef Skupa: the Birth of the Modern Artist. Theatralia. 2015, roč. 18, č. 2, Czech Puppet Theatre in Global Contexts, s. 167–230. ISSN 1803-845X. Dostupné z: https://digilib.phil.muni.cz/_flysystem/fedora/pdf/134425.pdf
- s Marií Jiráskovou: Puppet cabaret: visual idioms, performance technologies and the poetics of Czech special puppets in a European context 1850–1950: (from artistic automata through trick and variety puppets, to puppet cabaret and variety show clowns and acrobats). Theatralia. 2015, roč. 18, č. 2, Czech Puppet Theatre in Global Contexts, s. 70–134. ISSN 1803-845X. Dostupné z: https://digilib.phil.muni.cz/_flysystem/fedora/pdf/134423.pdf
- Loutka mezi divadlem, filmem a televizí 1960–1970: Výtvarný jazyk televizních pořadů a filmů sdivadelní loutkou. Akademické studie DIFA JAMU. 2015. 26 s. https://adoc.pub/loutka-mezi-divadlem-filmem-a-televizi-vytvarny-jazyk-televi5deee2dbad1ea64c030161efbc66417779899.html
- Loutka mezi divadlem, filmem a televizí 1950–1960. I.–IV. Loutkář. 2015, č. 5 – 2016, č. 2.
- Loutka mezi divadlem, filmem a televizí 1960–1970. I.–V. Loutkář. 2016, č. 3 – 2017, č. 3.
- Loutka mezi divadlem, filmem a televizí 1970–1980. Výtvarný jazyk televizních pořadů a filmů s divadelní loutkou. Akademické studie DIFA JAMU. 2016. 23 s. https://adoc.pub/loutka-mezi-divadlem-filmem-a-televizi.html
- Loutka mezi divadlem, filmem a televizí 1980–1990. Výtvarný jazyk televizních pořadů a filmů s divadelní loutkou. [Akademické studie DIFA JAMU. 2017.] 18 s. https://is.jamu.cz/publication/12456/jirasek-loutka-mezi-divadlem.pdf
- Josef Skupa – zrození moderního umělce. (Studie). Loutkář. 2017, č. 2, s. 88–95.
- Loutka mezi divadlem, filmem a televizí 1970–1980 I.–VII. Loutkář. 2017, č. 4 – 2019, č. 3.
- s Marií Jiráskovou: Umění loutky: české historické loutky ze sbírky Marie a Pavla Jiráskových. Praha, Karel Kerlický – KANT ve spolupráci s JAMU v Brně, 2019. ISBN 978-80-7437-288-9, ISBN 978-80-7460-152-1. (Nejkrásnější kniha 2019, 3. místo v kategorii odborná literatura)
- Loutka mezi divadlem, filmem a televizí 1980–1990. I.–VI. Loutkář. 2019, č. 4 – 2021, č. 1.
- Loutka mezi divadlem, filmem a televizí 1990–2020. I.–VII. Loutkář. 2021, č. 2 – 2022, č. 4.